# تلر (آلاسکا)
تلر (به انگلیسی: Teller) شهری در ناحیه سرشماری نوم ایالت آلاسکا است که جمعیت آن در سرشماری سال ۲۰۰۰ میلادی ۲۶۸ نفر بوده‌است.